# Die ersten langen Hosen
Die ersten langen Hosen ist eine US-amerikanische Slapstick-Stummfilmkomödie aus dem Jahre 1927 von Frank Capra mit Harry Langdon in der Hauptrolle.

## Handlung
Harry Shelby ist ein echtes Muttersöhnchen; diese hat ihn viele Jahre lang in Hosen gekleidet, die auf Kniehöhe enden. Schon immer hat sich Harry in kühne Abenteuer hineingeträumt, und da kommt es ihm sehr zupass, dass er zu seinem Geburtstag endlich seine ersten langen Hosen geschenkt bekommt. Auf diese Art sein Erwachsensein dokumentiert, finden Harrys Eltern, dass der Sprössling nun eigentlich auch im heiratsfähigen Alter sei. Eine Braut haben sie auch schon im Visier: Harry Jugendfreundin Priscilla. Doch Harry hat sich in ein anderes Mädchen verguckt und zwar in die sehr viel aufregendere, „verruchte“ Bebe Blair, die nicht nur aus der Großstadt kommt, sondern auch noch einen Geliebten bei der ortsansässigen Mafia hat. Bebe verspricht, anders als Priscilla, reichlich Aufregung und Abenteuer, wird sie doch von der Polizei wegen Rauschgiftschmuggels gesucht.
Als Bebe einen namentlich nicht zuzuordnenden Liebesbrief verliert, glaubt Harry in seiner Einfalt sofort, dass diese zuckersüßen Zeilen nur ihm gelten können. Die Polizei wird dem Gaunerliebchen bald habhaft, woraufhin Harry sofort als „Retter in der Not“ zu ihr eilen will. Vorher aber versucht er im Traum die ihm allmählich lästig zu werdende Priscilla umzubringen – allerdings ohne Erfolg. Mit seiner Fixierung auf Bebe bringt sich Harry nun schließlich in Teufels Küche. Die Ereignisse überschlagen sich bald: Bebe flieht aus dem Knast und Harry immer hinterher. Schließlich endet alles in einer wilden Schießerei zwischen der ruchlosen Bebe und ihrem nicht minder verkommenen Ehemann. Während beide einander töten, wartet daheim die treuherzige Priscilla auf die Heimkehr des reumütigen Harry.

## Produktionsnotizen
Die ersten langen Hosen lief am 26. März 1927 in den USA an und war in Deutschland vermutlich noch zu Stummfilmzeiten zu sehen. Die erste deutsche Nachkriegsaufführung fand am 5. April 1975 in der ARD statt.
Die ersten langen Hosen war einer von zwei Komödienerfolgen, die Langdon 1926/27 mit Regisseur Capra drehte. Nie mehr wieder sollte Langdon an diesen hier erspielten Ruhm anschließen können, und im Tonfilm geriet er rasch in Vergessenheit.

## Kritiken
Mordaunt Hall schrieb in der New-York-Times-Ausgabe vom 29. März 1927: „Einige fröhliche Abschnitte beleben Harry Langdons neueste Filmkuriosität ‚Long Pants‘ (…) Obgleich die Ereignisse mit vollendetem Können dargestellt wurden, abgesehen von der einen oder anderen Wiederholung, ist es ziemlich offensichtlich für jeden Mann, der den entscheidenden Wechseln von kurzen zu langen Hosen durchgemacht hat, dass diese Idee sehr viel größere und authentischere Möglichkeiten darbietet als diese, die hier das Augen grüßen. Die Antwort dafür ist, dass Mr. Langdon einmal mehr gegenüber seiner allmächtigen Ansammlung von Gag-Schreibern kapituliert hat. (…) Mr. Langdon ist noch immer Charles Spencer Chaplins aufrichtigster Schmeichler.“

„Der letzte Film, in dem Langdon und Capra zusammengearbeitet haben, war für beide ein großer Erfolg. Langdon hatte einige brillante Szenen – etwa sein erstes Zusammentreffen mit Bebe, bei dem er balzend auf dem Fahrrad um ihr geparktes Auto fährt. Der Film hat Tempo, und daneben fand Capra noch Zeit für eine präzise Milieuschilderung.“

„Weit entfernt von der besten Langdon-Komödie, aber manchmal blitzt Komik hervor.“

„Long Pants … war trotz einiger brillanter Einfälle nur eine überdehnte Variation bekannter Muster.“